# Gfieder

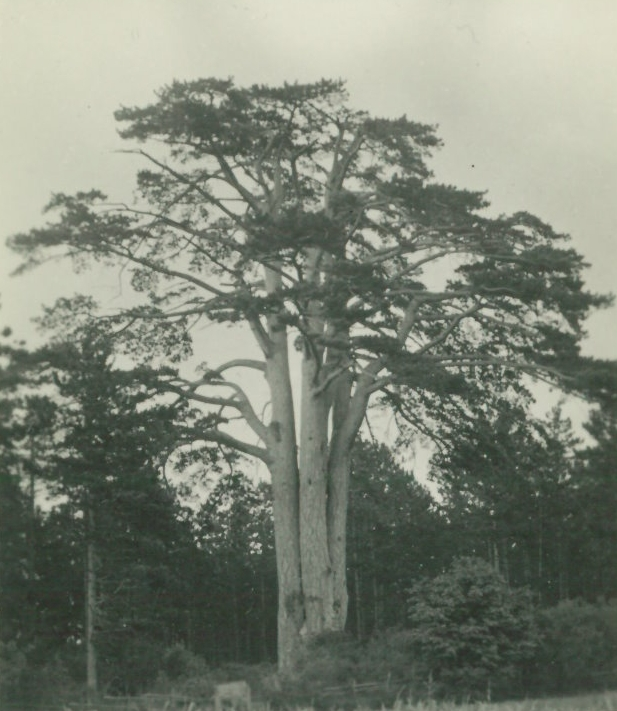
Vierbrüderbaum, noch mit 4 Stämmen, Aufnahme von ca. 1935

Der Gfieder ist ein 609 m ü. A. hoher Berg im südlichen Niederösterreich. Er befindet sich im Gemeindegebiet von Ternitz und ist bekannt durch die Gfiederwarte und den als Naturdenkmal (Listeneintrag) geschützten Vierbrüderbaum.
Der Gfieder erhebt sich als Hausberg westlich der Stadt, er ist die Spornkuppe an der Mündung der Sierning in die Schwarza.
Am Gfieder wurde erstmals 1887 eine Aussichtswarte errichtet. 1988 wurde eine 14 m hohe Warte errichtet und 2004 durch eine neue ersetzt, die im Eigentum des Österreichischen Touristenklubs – Sektion Ternitz steht. Die Sicht reicht bis zum Neusiedler See.
Westlich des Gfieders, bereits in der Gemeinde Bürg-Vöstenhof, steht der Vierbrüderbaum, eine Schwarzföhre, die von 980 stammt, und durch Wildverbiss in jungen Jahren in vier Stämmen aufwuchs. 1930 unter Naturschutz gestellt, 1939 bis 1945 durch Kriegseinwirkungen beschädigt. 1972 schlug in zwei der Stämme der Blitz ein und entzündete den Baum. Zwei Stämme sind verkohlt und wurden abgeworfen. So besteht der Baum heute nur mehr aus zwei Stämmen.

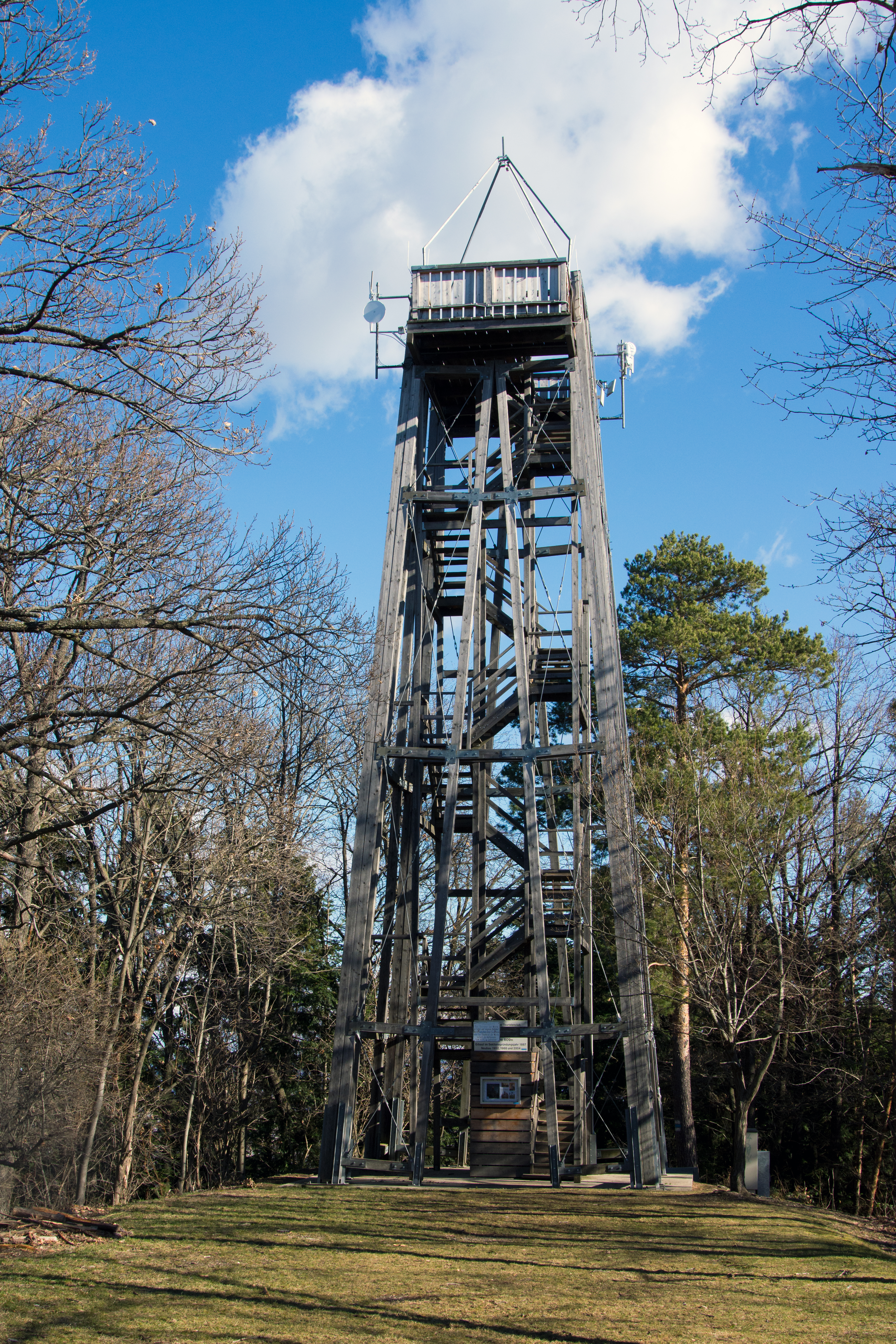
Gfiederwarte
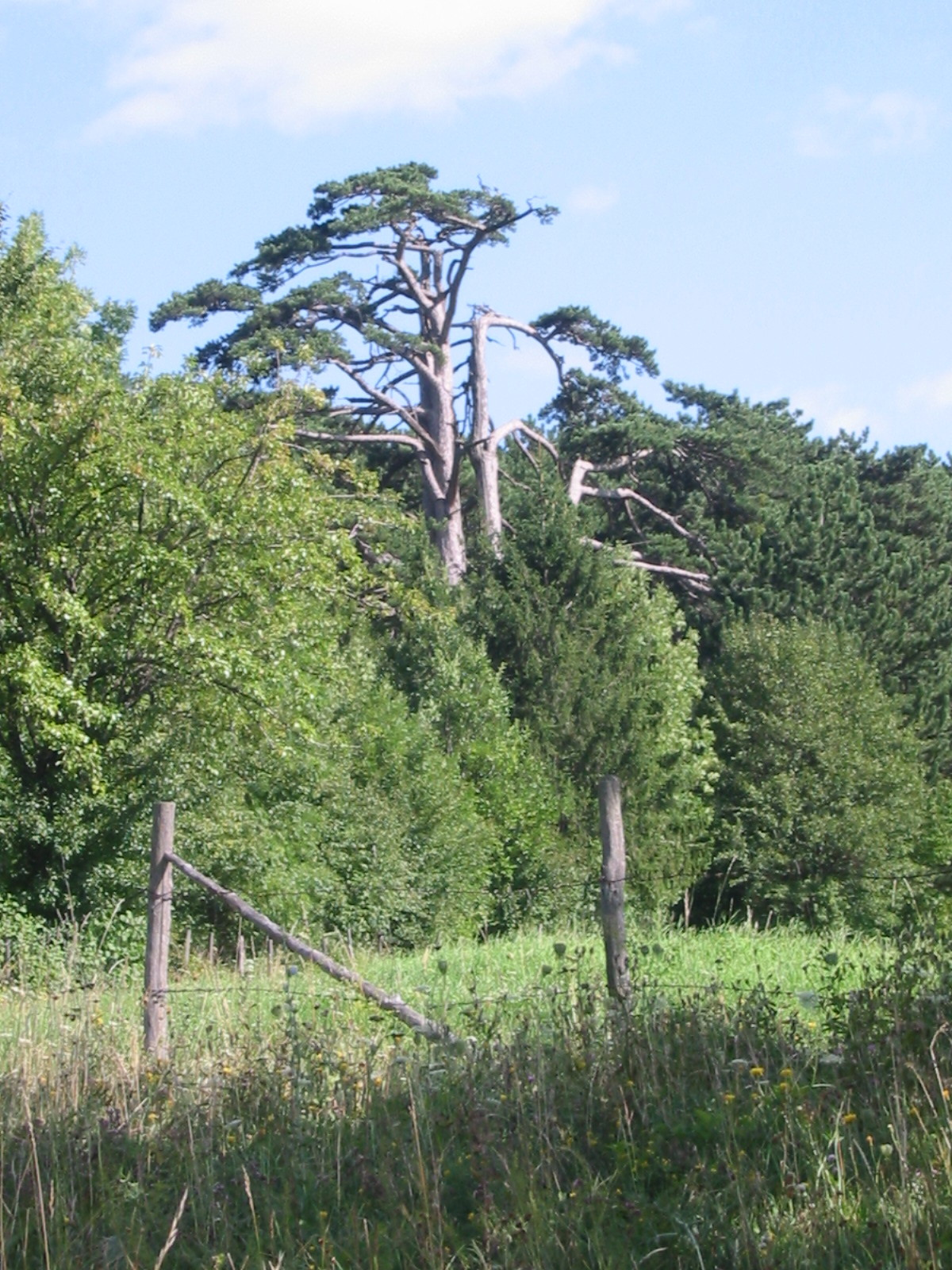
Vierbrüderbaum
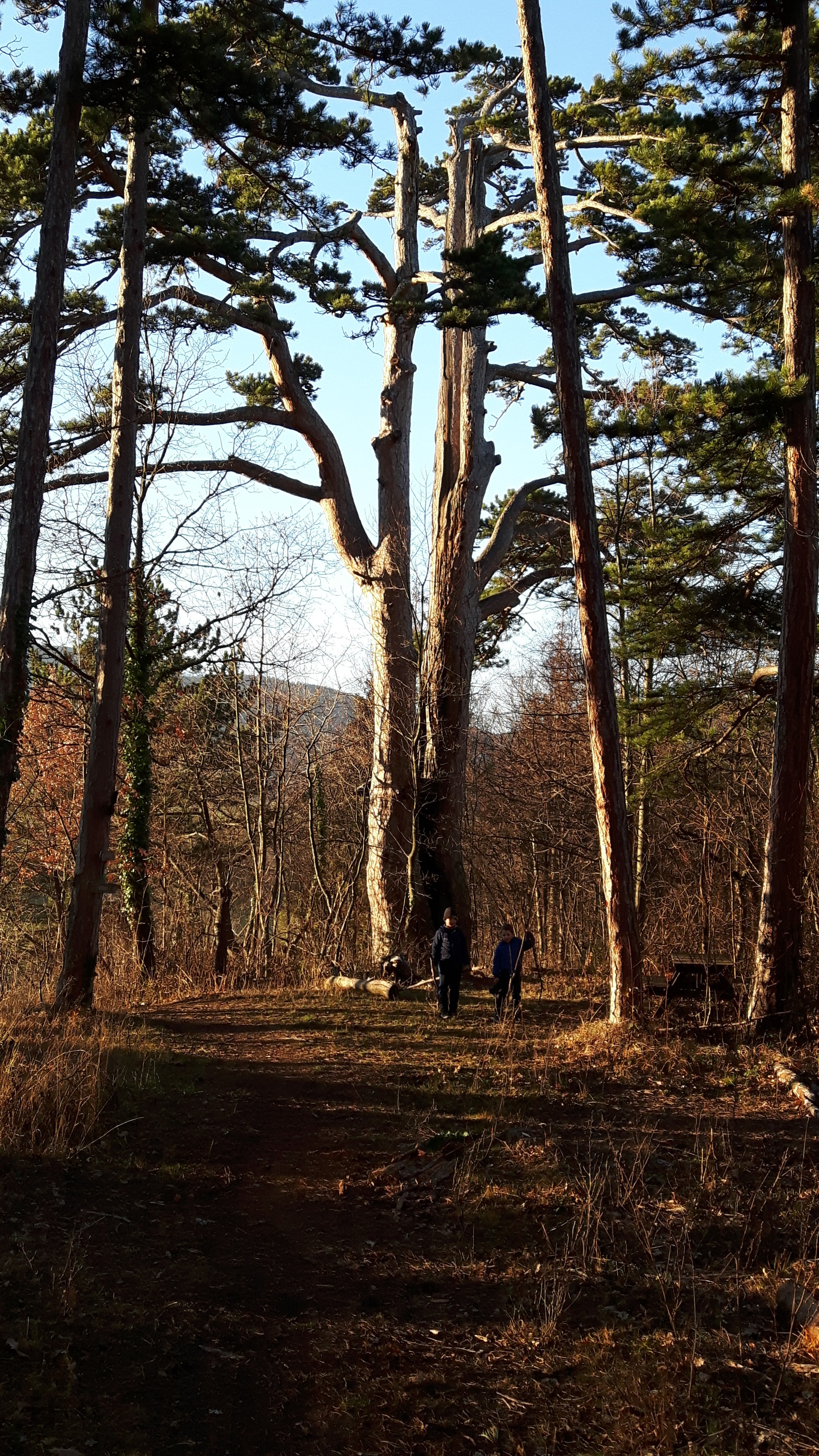
Vierbrüderbaum